# IV. Haakon norvég király
IV. Haakon Haakonsson vagy Öreg Haakon (1204 márciusa/áprilisa – 1263. december 15.) norvég király 1217-től haláláig; megszilárdította a korona hatalmát, s norvég fennhatóság alá vonta Grönlandot és Izlandot. Pártfogolta a művészeteket. Bölcsességével, igazságszeretetével, szorgalmával és férfias bátorságával egyike volt Norvégia legkiválóbb királyainak, uralkodása jelenti a középkori norvég történelem aranykorának (1217–1319) kezdetét.

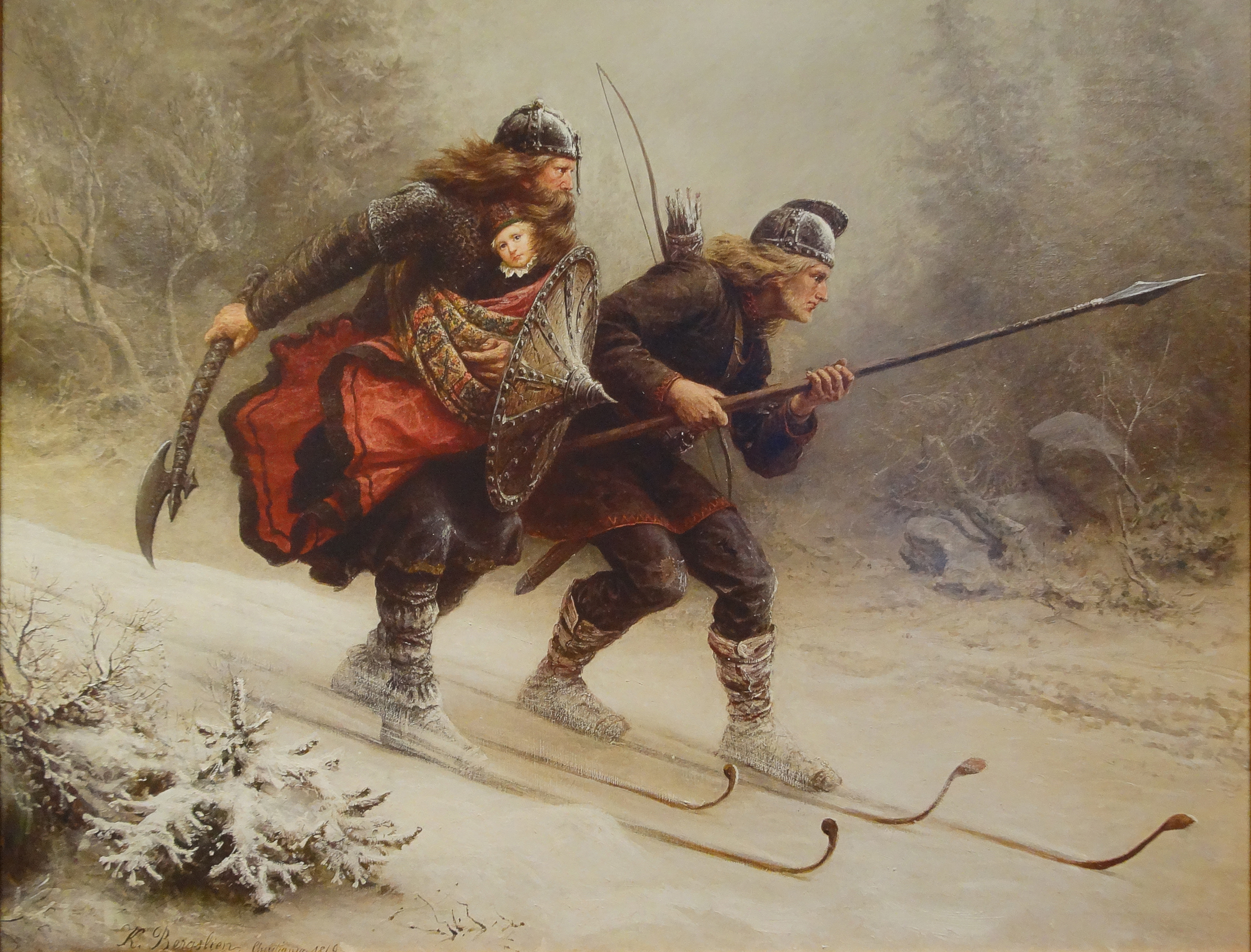
Knud Bergslien: A „nyírfalábúak” megmentik a csecsemő Håkon Håkonsson koronaherceget

## Élete
Miután elismerték III. Haakon törvénytelen, utószülött fiának és Sverre Sigurdsson unokájának, Haakon az új király, II. Inge udvarában nevelkedett. 1217-ben, Inge halála után Sverre hívei, a "nyírfalábúak" (Birkenbeiner) őt emelték a trónra. A származását övező – főként egyházi körökben elterjedt – kételyeket eloszlatta, hogy Haakon édesanyja kiállta a tüzesvas-próbát (1218). Uralkodása kezdeti időszakát a zavargások jellemezték; az ország keleti részének zsellérei és tehetősebb kisbirtokosai fellázadtak a földbirtokos arisztokrácia uralma ellen. 
A felkelés leverése után Haakon egyik idősebb rokona, a kormányzást nagyrészt kezében tartó Skuli Baardsson gróf megpróbálta magához ragadni a hatalmat. Haakon hasztalanul egyezkedett Skulival, aki végül nyíltan fellázadt, és királynak kiáltotta ki magát, de Haakon serege hamarosan legyőzte és megölte (1240). Haakont 1247-ben koronázta meg a pápa legátus, a korabeli Norvégiában szokatlan szertartáson.
Haakon javította a királyi közigazgatást, és törvényben tiltotta meg a vérbosszút, szabályozta az állam és az egyház viszonyát, valamint a trónöröklés rendjét. Betiltotta a tűzpróbákat, azzal a bölcs megokolással, hogy: "keresztény emberhez nem illő kísértése Istennek". Sokat segített a parasztok sorsán és véget vetett a főpapok és főurak túlkapásainak. A megerősödött béke folytán a népesség is megszaporodott, számos új falu támadt, a városokat falakkal vették körül, a kereskedelem is fellendült. III. Henrik angol királlyal kötött kereskedelmi egyezménye (1217) volt mindkét ország első ilyen megállapodása. Kereskedelmi egyezményt kötött a fontos észak-német kereskedővárossal, Lübeckkel is (1250). Megegyezett a Hanzával is, 1236-tól Bergenben telephelyet hozhattak létre. Norvégia északi határain (Finnmark) kirobbant norvég–orosz ellentéteket 1252-ben a novgorodi Alexandr Nyevszkijjel rendezte. Jó kapcsolat alakult ki II. Frigyes német-római császárral és Kasztíliai Alfonzzal is. Grönland és Izland megszerzésével (1261, ill. 1262) a norvég birodalom az ő uralma alatt érte el legnagyobb kiterjedését. A két gyarmat elfogadta a norvég fennhatóságot és az adókötelezettséget, cserébe a kereskedelmi garanciákért és a törvényes rend fenntartásáért. Haakon 1263-ban a skót szigetekre hajózott, hogy III. Sándor skót király fenyegető támadásával szemben megvédje a norvég kézen lévő Man-szigetet és a Hebridákat. Néhány kisebb rajtaütés után az Orkney-szigetekre vonult vissza, és ott halt meg.
A művészetek neves pártolójaként támogatta a Trisztán és Izolda-történet norvég változatának elkészítését. Uralkodása idején számos más francia románc is megjelent norvég nyelven. Törekvéseit támogatta Sturla Thordarson (Snorri Sturluson) izlandi költő és államférfi, a kora középkori sagák feldolgozója.

## Gyermekei
- Haakon 1225-ben[8] házasodott össze Margareta Skulesdotterrel[8] II. Inge unokahúgával,[8] házasságukból négy gyermek született:
  - Olaf[8] (1227 – 1240 után)
  - Haakon[8] (1232. november 10. – 1257. április 30.)
  - Magnus[8] (1238. május 1. – 1280. május 9.)
  - Krisztina[8] (1234 – 1262) ∞ Kasztíliai Fülöp[8]
- A királynak ezenkívül született még két törvénytelen gyermeke is:
  - Sigurd[8] (1225 előtt – 1254)
  - Cecilia[8] (? – 1248) ∞ 1) Gregorius Andersson[8] 2) Harald Olafsson, Man-i király[8]